# .post
.postは万国郵便連合により2005年に申請されたスポンサー付きトップレベルドメイン（sTLD）。2009年秋には締結されなかったが、2012年7月に利用可能となった。